# Дудикова балка
Ду́дикова ба́лка — река в Ростовской области России, левый приток Большого Несветая (бассейн Дона). Длина водотока 23,5 км, длина по тальвегу 19,1 км, расстояние от истока до устья по прямой 17,3 км. Коэффициент извилистости — 1,23. Общее падение — 120 м, уклон 5,106 м/км.
На берегу балки расположен единственный населённый пункт — хутор Краснознаменка. Сооружены пруды (самый большой — чуть выше Краснознаменки 47°41′55″ с. ш. 39°49′23″ в. д.). Практически весь бассейн засеян сельскохозяйственными культурами.

## Течение
Балка берёт начало на южном склоне Донецкого кряжа, на территории Октябрьского района, северо-восточнее хутора Краснознаменка Родионово-Несветайского района Ростовской области. Высота истока — 140 м над уровнем моря. Вначале течёт на юго-юго-запад. Затем, западнее хутора Калиновка поворачивает на юг. После пересечения с автодорогой Родионово-Несветайская — Большой Должик поворачивает на юго-запад. Впадает в реку Большой Несветай северо-западнее слободы Кутейниково.
Балка протекает по территории Родионово-Несветайского и Октябрьского районов Ростовской области.